# کالیرین
کالیرین (انگلیسی: Kalirin) که با نام‌های پروتئین تعامل‌کننده با پروتئین مرتبط با هانتیگتون (HAPIP)، پروتئین دوو (DUO) و سرین/ترئونین پروتئین کیناز با دومِـین هومولوژی پلکسترین و دی‌بی‌ال هم شناخته می‌شود، یک پروتئین است که در انسان توسط ژن «KALRN» کدگذاری می‌شود.
کالیرین نخستین بار، در سال ۱۹۹۷ میلادی، به‌عنوان یک پروتئین تعامل‌کننده با «پروتئین مرتبط با هانتیگتون ۱» شناسایی شد. این ژن، نقش مهمی در رشد سلول‌های عصبی و تکامل آکسونی ایفا می‌کند.
نام این پروتئین برگرفته از ایزدبانوی هندی کالی است که چندین دست داشته و قادر است با پروتئین‌های بسیاری تعامل داشته باشد.
چند ایزوفرم مختلف از این ژن توسط پدیدهٔ «پیرایش دگرسان» تولید می‌شود. یکی از این ایزوفرم‌ها به نامِ «کالیرین ۷» برای بازآرایی سیناپس‌های عصبی در کورتکس مغز بالغین ضروری است و نقش مهمی در بروز اسکیزوفرنی ایفا می‌کند. این موضوع را با از بین بردن این ژن در موش‌های بالغ و بروز علائم شبه اسکیزوفرنی در آنان، نشان داده‌اند. بیماری آلزایمر هم احتمالاً با «کالیرین ۷» در ارتباط است.